# Blat (patiserie)
Blatul de tort
Blatul de tort este semipreparatul ce stă la baza obținerii unei game variate de prăjituri, fiind obținut dintr-un aluat fluid ce are în compoziția sa făină, ouă,zahăr/indulcitori, ulei, zahăr ars, afânători chimici, arome, substanțe colorante.
Blatul de tort a apărut încă din cele mai vechi timpuri, pur și simplu dintr-o întâmplare, odată cu descoperirea făinii.Deseori, tocmai din această cauză, adesea se confunda pâinea cu blatul, fiind denumit-impropriu- "pâinică".. 
Grecii au numit blatul "plakous"-ce deriva din  cuvântul "plat". Blatul era adesea o combinație de  miere și alune. Aveau de asemenea  un blat numit "satura" care era de fapt o prăjitură turtită mai grea. În timpul imperiului Roman, blatul a devenit      " placenta"/"libum" , fiind un deliciu oferit ca ofrandă zeilor. Placenta arăta mai mult ca și o plăcintă cu brânză. Germanii au denumit blatul "filă".
Insă în  timp acesta a suferit o serie de modificări, astfel încât astăzi există mai multe tipuri de blaturi : blat alb, blat colorat(zahar ars/pulbere de cacao/substante colorante), și produsele obținute sunt adevărate opere de artă.
Blatul alb se caracterizează prin contrastul de culoare între blatul și creme, barot, fondant, ciocolată. În acest sens putem aminti : barotate- Șnit cu cremă de fistic/cu cremă de cafea/cu cremă de lămâie/mozaic/fructo, Mocatine, glasate- Moca, Select cu fructe confiate.
Blaturile colorate sunt superioare blaturilor albe, prin adăugarea zahărului ars sau a pulberii de cacao.Zahărul ars influențează pozitiv culoarea și aroma blatului, iar pudra de cacao imprimă culoarea specifică brună-acaju și aroma deosebit de plăcută. În  structura prăjiturilor cu blat colorat, se armonizează cu crema de cacao, crema de ganaj, fondant de cacao, ciocolată, astfel încât prin conținutul ridicat de cacao acestea stimulează favorabil sistemul nervos al consumatorilor(datorită teobrominei și cofeinei). Dintre prăjiturile ce au la bază blatul colorat putem aminti : barotate-Cuibulețe, Șnit cu cremă de cacao,Crizanteme, Delice,glasate- Amandine, București, Margarete, Coșulețe, Violete,acoperite cu cremă-Buturugă mică/mare.
Blatul krantz spre deosebire de celelalte tipuri are în componență unt, nu ulei,iar coacerea se realizează în forme de chec sau cozonac. Este destinat exclusiv preparării tortului "krantz".